# Toxoneura quinquemaculata
Toxoneura quinquemaculata är en tvåvingeart som först beskrevs av Pierre Justin Marie Macquart 1835.
Toxoneura quinquemaculata ingår i släktet Toxoneura, och familjen prickflugor. Arten är reproducerande i Sverige.